# NGC 2650
NGC 2650 is een balkspiraalstelsel in het sterrenbeeld Grote Beer. Het hemelobject werd op 30 september 1802 ontdekt door de Duits-Britse astronoom William Herschel.

## HD 74904 (SAO 6667)
Vanaf de aarde gezien bevindt het stelsel NGC 2650 zich schijnbaar net ten westen van de ster HD 74904 (magnitude +7, spectrum M 0). Amateurastronomen kunnen HD 74904 aanwenden als gidsster om het stelsel NGC 2650 op te sporen.

## Synoniemen
- UGC 4603
- MCG 12-9-20
- ZWG 332.18
- PGC 24817